# Let It Go (Stanley Turrentine)
Let It Go è un album di Stanley Turrentine, pubblicato dalla Impulse! nel 1966. Il disco (LP) fu registrato al Rudy Van Gelder Studio di Englewood Cliffs, New Jersey (Stati Uniti), mentre i bonus track del CD (brani dal numero 8 al numero 11) furono registrati a New York.

## Tracce
Lato A
1. Let It Go – 5:50 (Stanley Turrentine) – Registrato il 6 aprile 1966 a Englewood Cliffs, N.J.
2. On a Clear Day You Can See Forever – 6:52 (Burton Lane, Alan Jay Lerner) – Registrato il 6 aprile 1966 a Englewood Cliffs, N.J.
3. Ciao, Ciao – 5:36 (Stanley Turrentine) – Registrato il 15 aprile 1966 a Englewood Cliffs, N.J.

Lato B
1. 'Tain't What You Do (It's How You Do It) – 5:25 (Sy Oliver, Trummy Young) – Registrato il 15 aprile 1966 a Englewood Cliffs, N.J.
2. Good Lookin' Out – 5:17 (Stanley Turrentine) – Registrato il 6 aprile 1966 a Englewood Cliffs, N.J.
3. Sure As You're Born – 4:40 (Alan Bergman, Johnny Mandel) – Registrato il 15 aprile 1966 a Englewood Cliffs, N.J.
4. Deep Purple – 4:45 (Peter DeRose, Mitchell Parish) – Registrato il 6 aprile 1966 a Englewood Cliffs, N.J.

Edizione CD del 1997, pubblicato dalla GRP Records
1. Let It Go – 5:50 (Stanley Turrentine)
2. On a Clear Day You Can See Forever – 6:52 (Burton Lane, Alan Jay Lerner)
3. Ciao, Ciao – 5:35 (Stanley Turrentine)
4. 'Tain't What You Do (It's the Way That You Do It) – 5:25 (Sy Oliver, Trummy Young)
5. Good Lookin' Out – 5:17 (Stanley Turrentine)
6. Sure As You're Born – 4:40 (Alan Bergman, Johnny Mandel)
7. Deep Purple – 4:45 (Peter DeRose, Mitchell Parish)
8. Time After Time – 9:20 (Sammy Cahn, Jule Styne)
9. Sent for You Yesterday (and Here You Come Today) – 5:38 (Count Basie, Eddie Durham, Jimmy Rushing)
10. The Lamp Is Low – 8:04 (P. DeRose, M. Parish, M. Ravel, B. Shefer)
11. The Feeling of Jazz – 4:16 (Duke Ellington, George T. Simon, Bobby Troup)

- Brani 01, 02, 05 e 07 registrati il 6 aprile 1966 a Englewood Cliffs, N.J.
- Brani 03, 04 e 06 registrati il 15 aprile 1966 a Englewood Cliffs, N.J.
- Brani 08, 09, 10 e 11 registrati il 21 settembre 1964 a New York

## Musicisti
Stanley Turrentine Quartet
Brani (LPA1, A2, A3, B1, B2, B3 & B4 / CD : 1, 2, 3, 4, 5, 6 & 7)
- Stanley Turrentine  - sassofono tenore
- Shirley Scott  - organo
- Ron Carter  - contrabbasso
- Mack Simpkins  - batteria

Shirley Scott - Stanley Turrentine Quartet
Brani (CD 8, 9, 10 & 11)
- Stanley Turrentine  - sassofono tenore
- Shirley Scott  - organo
- Bob Cranshaw  - contrabbasso
- Otis Finch  - batteria